# Gümüşlük
Gümüşlük is een kleine kustplaats op het schiereiland van Bodrum in Turkije.

## Myndos
Gümüşlük ligt op de plaats van de oude Griekse stad Myndos en de restanten van deze stad zijn overal in de omgeving nog zichtbaar. Myndos was oorspronkelijk een Lelegische stad en werd door Maussollos in de 4e eeuw v.Chr. herbouwd. De naam van de landstreek werd Karië. Alexander de Grote verbleef in Myndos tijdens zijn belegering van Halicarnassus en betrad de stad uiteindelijk door de nog steeds bestaande Myndospoort. Na de moord op Julius Caesar vluchtten Marcus Brutus en Cassius Longinus naar Myndos en organiseerden vanuit hier hun oorlog tegen het triumviraat van Octavianus, Marcus Antonius en Lepidus.
Sinds de 18e eeuw is de bisschopstitel van Myndos een eretitel in de Roomse Kerk. De naam van het bisdom in het Latijn is Dioecesis Myndensis.

## Gümüşlük tegenwoordig
In de baai voor de kust liggen de fundamenten van de antieke gebouwen maar net onder het wateroppervlak. Tot het begin van de 20e eeuw waren de restanten van een oud-Grieks stadion en theater nog aanwezig, maar deze zijn nu geheel verdwenen omdat men de stenen hergebruikte voor de bouw van huizen en muren. Vanwege de historische betekenis is Gümüşlük nu beschermd gebied en wordt het in tegenstelling tot de rest van het schiereiland nauwelijks ontwikkeld voor het toerisme. Om diefstal van antiquiteiten te voorkomen geldt direct voor de kust een duikverbod en mag er alleen gesnorkeld worden. In de baai ligt het Konijneneiland waar men door het laagstaande water heen kan lopen. Langs de kust zijn enkele visrestaurantjes met een mooi uitzicht over de baai.

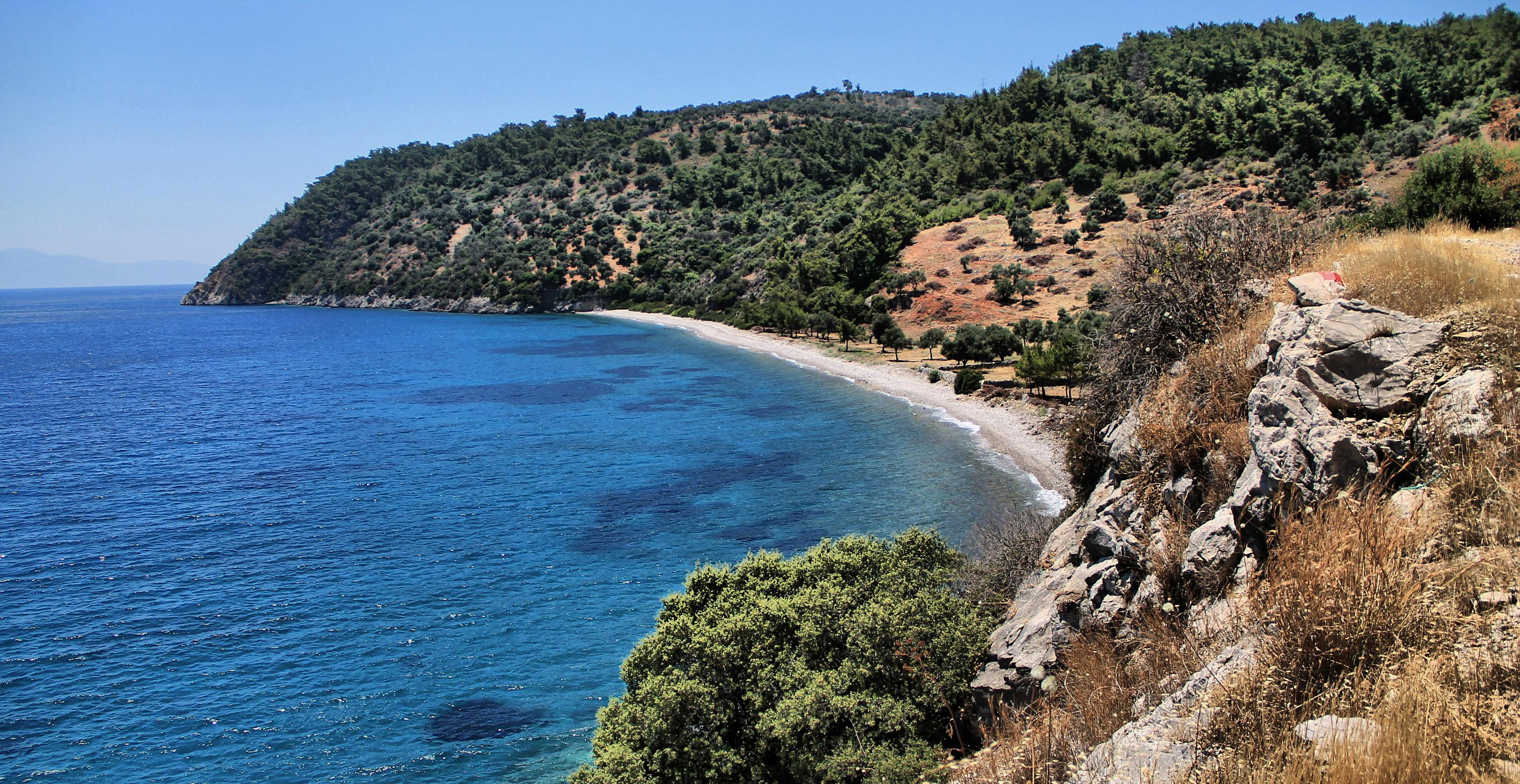
Gümüşlük
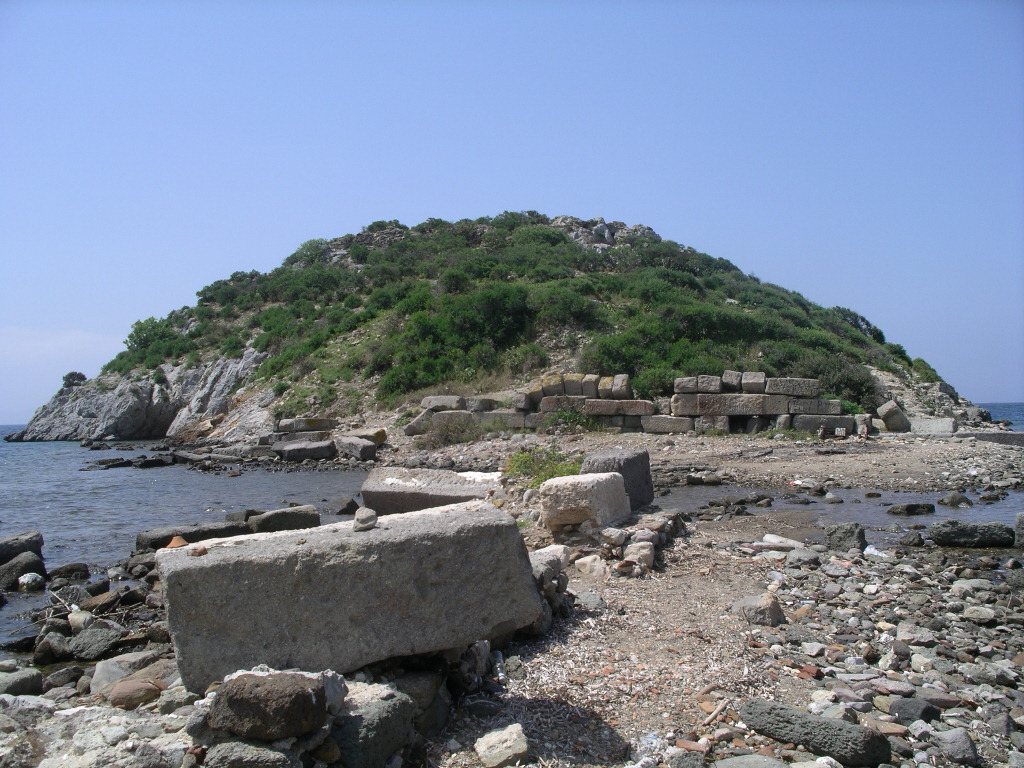
Het Konijneneiland voor de kust van Gümüşlük, met antieke restanten
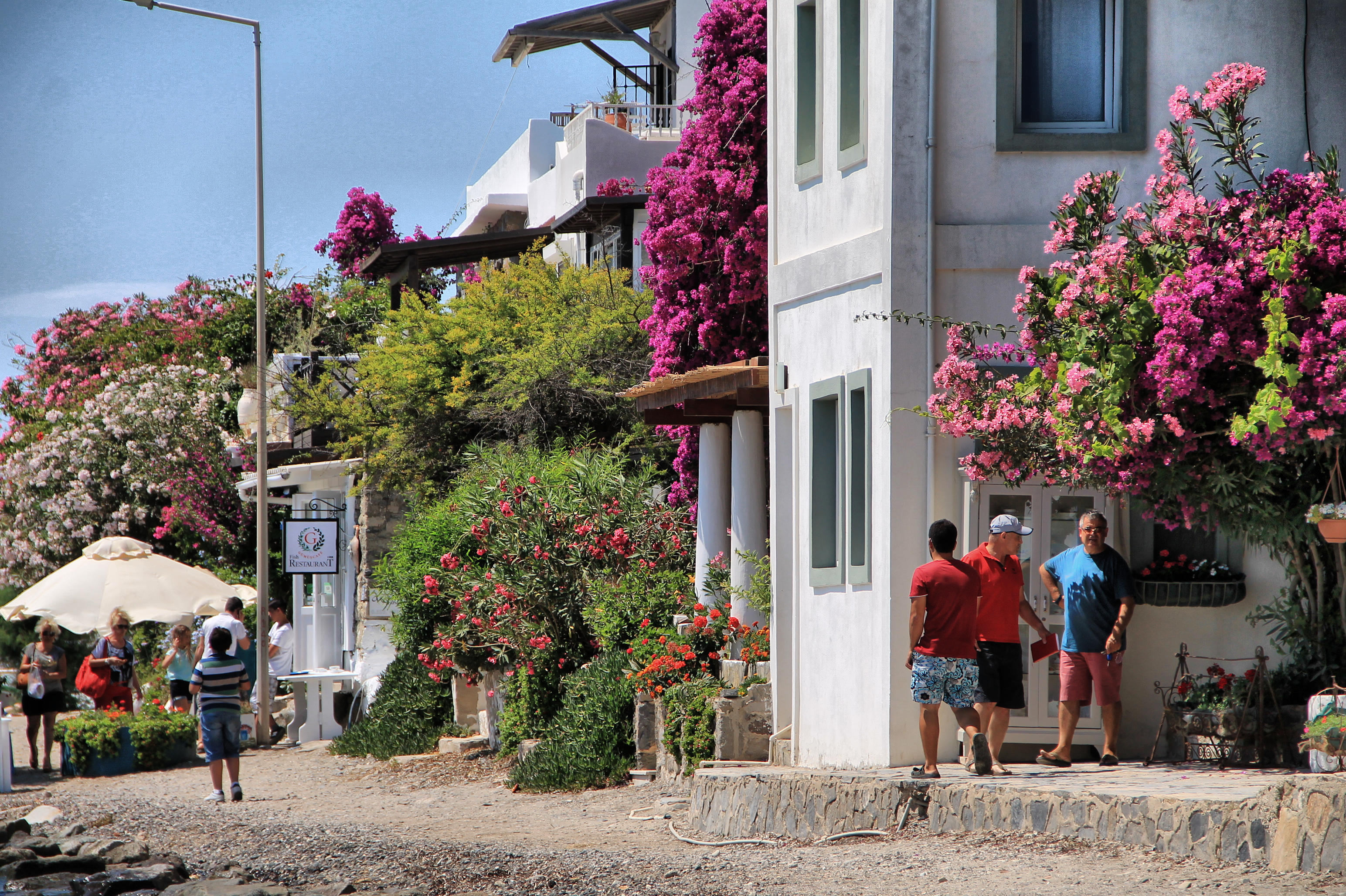
Gümüşlük